# .csnet
.csnet — псевдодомен верхнього рівня, використовувався наприкінці 80-х років для ідентифікації хостів, не підключених безпосередньо до Internet, але, можливо, доступних через міжмережеві шлюзи. У таких випадках суфікс показував, що це ім'я доступне через CSNET мережу. Цей «домен» був одним з доменів верхнього рівня, які насправді не перебували у кореневому домені Internet, але використовувалися при адресації у ті часи, коли широко були поширені мережі, не пов'язані з Internet.